# Red Metropolitana de Movilidad

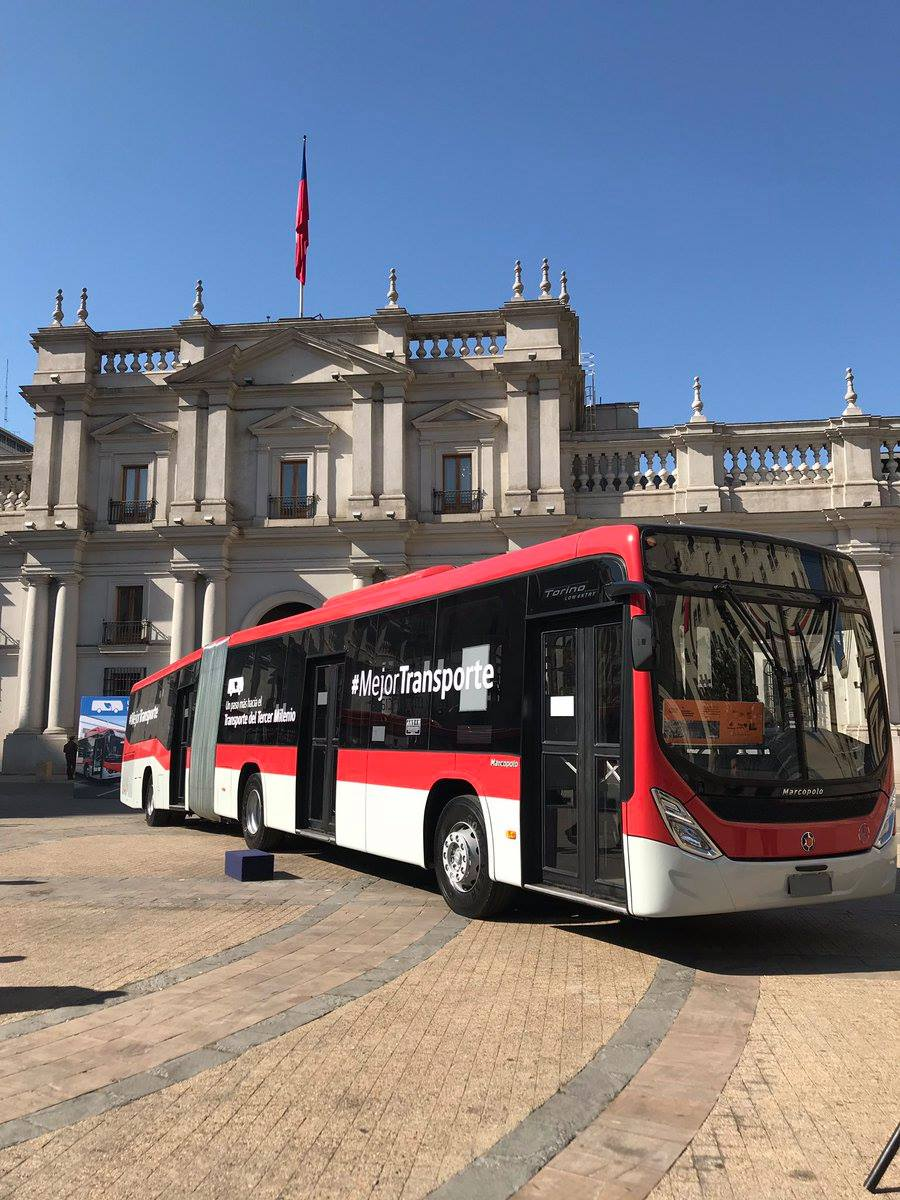
Ônibus elétricos que começaram a circular desde dezembro de 2018.

Red Metropolitana de Movilidad (anteriormente chamado de Transantiago até 12 de março de 2019) é o sistema de transporte público urbano que opera na região metropolitana da cidade de Santiago, capital do Chile. A operação completa da rede integrada foi implantada a partir de 10 de fevereiro de 2007. O sistema anterior era pulverizado, operado por mais de mil operadores independentes, com itinerários redundantes e ônibus antigos. O Transantiago introduziu uma rede integrada, com serviços alimentadores e troncais, integrados com o Metrô de Santiago. Para garantir uma tarifa única é integrada implantou-se a cobrança eletrônica, realizada com o cartão chamado de Bip!. A rede do Transantiago está inspirada nos sistemas de veículo leve sobre pneus (VLP) implantados em Curitiba (Rede Integrada de Transporte) e Bogotá (TransMilenio).

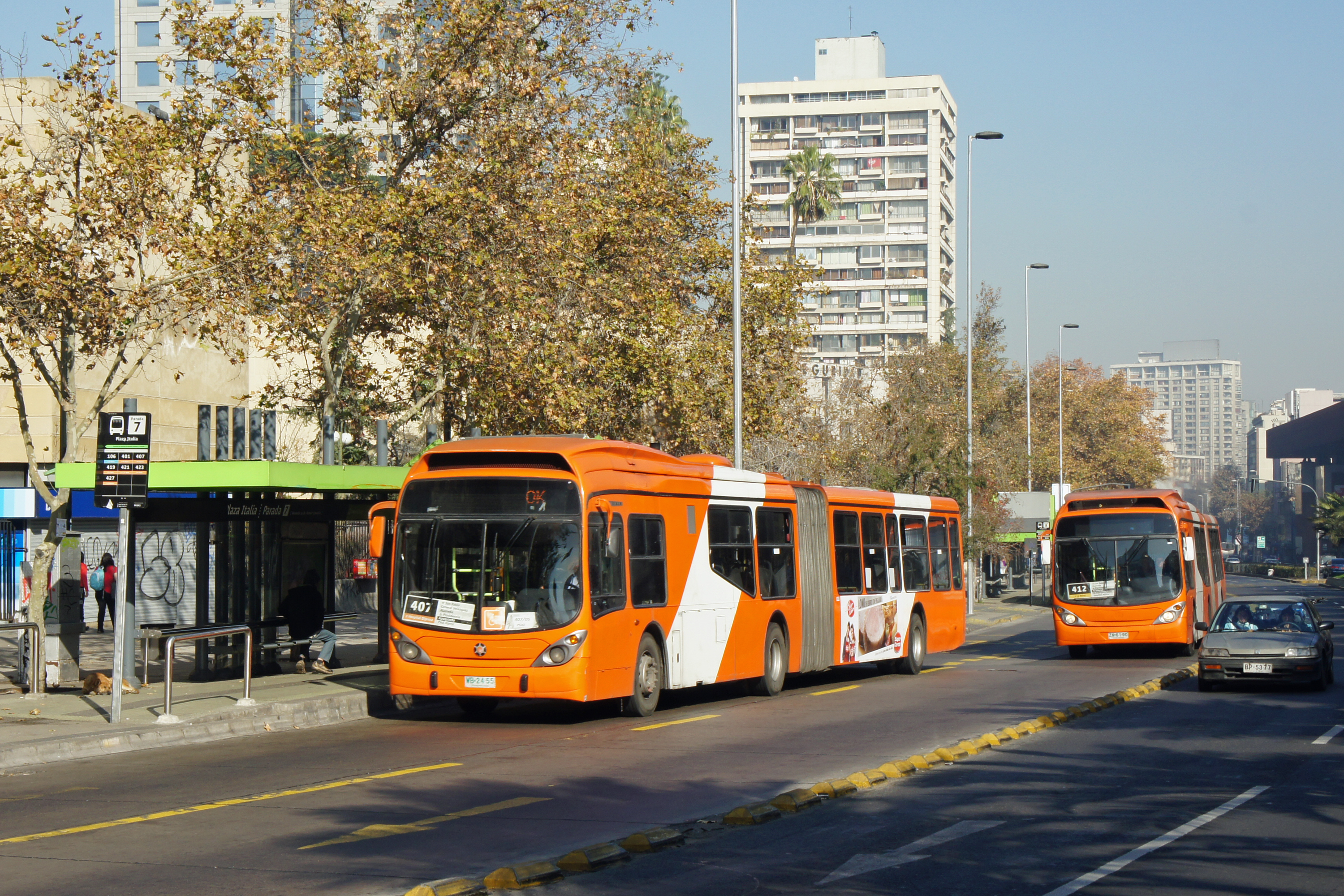
Ônibus articulados do sistema Transantiago.

A implantação do Transantiago gerou vários problemas, desvendando importantes deficiências e erros tanto de planejamento como de implantação do esquema.  Durante os primeiros dias de operação do sistema integrado a oferta de serviço dos ônibus foi insuficiente, o sistema de cobrança eletrônica mal funcionou, a insegurança nos usuários provocou uma procura excessiva do metrô, lotando sua capacidade, e aconteceram outras falhas,  causando uma grave crise ao nível nacional, com forte deterioração da imagem pública e popularidade do governo da presidente Michelle Bachelet.
Em 12 de março de 2019, foi anunciada a mudança do nome do sistema, com o qual o Transantiago passou a se chamar "Rede de Mobilidade Metropolitana" (com ênfase especial na palavra "Rede"), referindo-se ao esquema de rede de serviços de transporte quanto à denominação da cor vermelha em inglês, pois esta tonalidade será a predominante nos novos ônibus do sistema.

## Descrição do sistema

### Objetivos
- Promover o uso dos transportes públicos.
- Melhora a qualidade do transporte público, eliminando a concorrência entre operadores nas ruas e substituindo a frota de ônibus.
- Mitigar os altos níveis de poluição do ar e os níveis de ruído através da redução do número de ônibus, de 7,000 para 4,600 veículos, e também reduzindo as emissões poluentes dos ônibus antigos.
- Reduzir os tempos de viagem.

### Nova estrutura das linhas
Os serviços de ônibus foram divididos em dois sub-sistemas. O primeiro sub-sistema corresponde as linhas tronco, que complementam a rede do metrô, permitindo assim viagens entre as diferentes zonas da cidade. O segundo sub-sistema correspond as linhas de alimentação local, que permitem viagens curtas e alimentam o metrô e as linhas troncais. Os serviços locais estão organizados en dez unidades, cada uma correspondindo a uma o mais prefeituras de Santiago.
| \| A \| Santiago \| \| B \| Conchalí, Huechuraba, Independencia, Quilicura, Recoleta, Renca \| \| C \| Las Condes, Lo Barnechea, Providencia, Vitacura \| \| D \| La Reina, Macul, Ñuñoa, Peñalolén \| \| E \| La Florida, La Granja \| \| F \| Puente Alto \| \| G \| El Bosque, La Cisterna, La Pintana, San Bernardo, San Ramón \| \| H \| Lo Espejo, Pedro Aguirre Cerda, San Joaquín, San Miguel \| \| I \| Cerrillos, Estación Central, Maipú \| \| J \| Cerro Navia, Lo Prado, Pudahuel, Quinta Normal \| | Map of the zones of Transantiago                                |
| A | Santiago                                                        |
| B | Conchalí, Huechuraba, Independencia, Quilicura, Recoleta, Renca |
| C | Las Condes, Lo Barnechea, Providencia, Vitacura                 |
| D | La Reina, Macul, Ñuñoa, Peñalolén                               |
| E | La Florida, La Granja                                           |
| F | Puente Alto                                                     |
| G | El Bosque, La Cisterna, La Pintana, San Bernardo, San Ramón     |
| H | Lo Espejo, Pedro Aguirre Cerda, San Joaquín, San Miguel         |
| I | Cerrillos, Estación Central, Maipú                              |
| J | Cerro Navia, Lo Prado, Pudahuel, Quinta Normal                  |

O detalhamento das linhas troncais e alimentadoras locais pode ser consultado no site oficial de Transantiago.

## Veículos

### Especificações técnicas

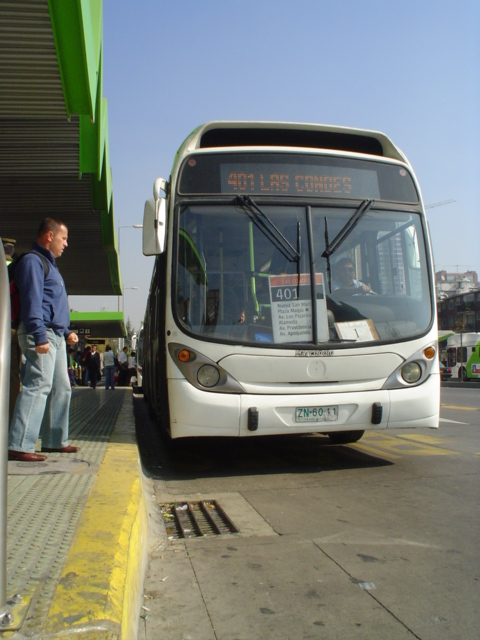
Ônibus articulado troncal de Transantiago 401, na estação de transferência Escuela Militar, Santiago do Chile.

O Sistema Transantiago é operado por onze empresas privadas, seis das quais adquiriram em 2009 1.045 chassis Mercedes-Benz para renovar suas frotas. Um total de 653 chassis O 500 U de piso baixo foram encomendados por cinco clientes: Buses Gran Santiago, Buses Metropolitana, Las Araucarias, Nuevo Milenio e STP. As demais 392 unidades serão entregues à Buses Vule.

Com os 1.045 chassis produzidos na planta da Mercedes-Benz do Brasil em São Bernardo do Campo, São Paulo e encarroçados pela Caio Induscar, o número de ônibus no sistema sobe para 6.400, dos quais 3.800 são da marca Mercedes-Benz.
A maioria dos ônibus de piso baixo utilizados no Transantiago foram fabricados no Brasil pela Volvo. As empresas operadoras do Transantiago compraram 1,157 ônibus articulados e 510 ônibus urbanos padrão (12 m de cumprimento).

## Problemas e críticas
Segundo a revista "The Economist", o esquema implantado em Santiago tem sido "a mais ambiciosa reforma do sistema de transporte tentada num país em desenvolvimento". Outras cidades da América Latina, como Curitiba, Brasil e Bogotá, Colômbia, conseguiram implantar sistemas de ônibus similares com sucesso, mas nessas cidades a implementação foi executada por etapas e com mudanças graduais, o que permitiu realizar ajustes e corrigir erros rápidamente, e sem provocar insuficiência no serviço recebido pelos usuários. Uma das principais lições aprendidas nos processos de planejamento e implantação do Transantiago é o alto risco e as consequências negativas de implantar todas as mudanças de um esquema operativo novo ao mesmo tempo, com um enfoque chamado de "Big Bang", sem uma transição entre o sistema antigo e o novo esquema.